# Mesoclistus cushmani
Mesoclistus cushmani är en stekelart som beskrevs av Henry Keith Townes, Jr. 1960. Mesoclistus cushmani ingår i släktet Mesoclistus och familjen brokparasitsteklar. Enligt den finländska rödlistan är arten sårbar i Finland. Artens livsmiljö är kalfjäll. Inga underarter finns listade i Catalogue of Life.